# Centre de documentation de la résistance autrichienne
Le Centre de documentation de la Résistance autrichienne (Dokumentationsarchiv des österreichischen Widerstandes, DÖW), fondé en 1963, est une fondation soutenue conjointement par la République d'Autriche, la ville de Vienne et l'association Dokumentationsarchiv. L'association et la fondation effectuent un travail d'information grâce à des publications papier et sur Internet, et collectent, archivent et évaluent dans une démarche scientifique des sources sur les thèmes suivants : résistance au nazisme, persécution et exil pendant la période nationale-socialiste, crimes nazis, justice nazie et justice d'après-guerre, extrémisme de droite en Autriche et en Allemagne après 1945, restitution des biens spoliés et réparation des injustices commises sous le nazisme. À côté de la documentation, de la bibliothèque et des archives, le Centre apporte conseil et soutien aux journalistes et aux étudiants lors de leurs travaux de recherches.
De décembre 2004 à avril 2014, les archives sont sous la direction scientifique de l'historienne Brigitte Bailer-Galanda (en) puis après 2014 sous la direction du journaliste et historien Gerhard Baumgartner (de).